# Friedrich Ris
Friedrich Ris (ur. 1867 w Glarus, zm. 30 stycznia 1931 w Rheinau) – szwajcarski lekarz psychiatra i entomolog-odonatolog. Absolwent Uniwersytetu w Zurychu. W latach 1898–1931 dyrektor zakładu psychiatrycznego Rheinau.